# Kapitan Andreevo
Kapitan Andreevo (in bulgaro: Капитан Андреево) è un villaggio della municipalità di Svilengrad, nel distretto di Haskovo, nella Bulgaria meridionale. È situato presso la triplice frontiera con la Turchia e la Grecia ed è il principale valico di frontiera terrestre tra la Bulgaria e la Turchia. La sua popolazione nel 2016 ammontava a 846 abitanti.

## Geografia
Kapitan Andreevo sorge sulla sponda sinistra del fiume Maritsa, a circa 20 km ad ovest della città turca di Edirne.

## Storia
Noto in epoca ottomana con il nome di Virantekke, fu ribattezzato con il nome attuale nel 1934, in omaggio al capitano Nikola Andreev, morto in uno scontro nella vicina Dikaia durante la prima guerra balcanica.

## Valico di frontiera
A est dell'abitato sorge il valico frontaliero di Kapitan Andreevo-Kapıkule. Posto lungo la strada europea E80, ovverosia il principale asse di comunicazione tra Istanbul e Sofia, è il principale posto di frontiera terrestre tra l'Unione europea e la Turchia.